# Elementare Algebra
Die elementare Algebra ist die grundlegende Form der Algebra. Im Gegensatz zur Arithmetik treten in der elementaren Algebra neben Zahlen und den Grundrechenarten auch Variablen auf. Im Gegensatz zur abstrakten Algebra werden in der elementaren Algebra keine algebraischen Strukturen, wie Vektorräume, betrachtet.

## Variablen
Die Hinzunahme von Variablen zu den Zahlen und den Grundrechenarten hat den Vorteil, dass allgemeine Gesetzmäßigkeiten präzise und vor allem übersichtlich formuliert werden können. Grundlegende Gesetzmäßigkeiten der reellen Zahlen sind zum Beispiel das Kommutativgesetz, das Assoziativgesetz oder das Distributivgesetz. 
Außerdem kann man mit Variablen Gleichungen oder Ungleichungen aufstellen und diese auf Lösbarkeit untersuchen. Ein Beispiel für eine Gleichung mit einer Variablen ist {\displaystyle 3x+2=10}. Ist die Definitionsmenge für {\displaystyle x} die Menge der rationalen Zahlen, dann hat diese Gleichung genau eine Lösung, nämlich {\displaystyle {\tfrac {8}{3}}}. Setzt man diese Zahl für {\displaystyle x} in die Gleichung ein, entsteht eine wahre Aussage, bei allen anderen Einsetzungen falsche Aussagen. Lässt man für {\displaystyle x} jedoch nur Einsetzungen mit ganzen Zahlen zu, dann hat die Gleichung gar keine Lösung.
Auch die Beschreibung funktionaler Abhängigkeiten kann mit Hilfe von Variablen dargestellt werden: Verkauft man beispielsweise {\displaystyle x} Eintrittskarten zu einem Stückpreis von 3 € und hat Fixkosten von 10 €, so macht man einen Gewinn von {\displaystyle (3x-10)} €.

## Terme
Ein Term ist anschaulich eine sinnvolle mathematische Zeichenreihe. Präziser ausgedrückt besteht ein Term in der Algebra aus Zahlen, Variablen, arithmetischen Operationen (dazu gehören die vier Grundrechenarten, das Potenzieren, Radizieren (Wurzelziehen) sowie das Logarithmieren) und Klammern als Hilfszeichen.
Ein Beispiel ist {\displaystyle x^{2}-4}. Enthält ein Term Variablen, so geht er bei Ersetzung aller Variablen durch Elemente der Grundmenge in eine Zahl über. Dabei ist beim Dividieren zu beachten, dass nicht durch 0 dividiert werden darf. Beim Wurzelziehen dürfen als Radikanden nur nichtnegative Zahlen vorkommen sowie beim Logarithmieren als Argumente nur positive Zahlen. 
Wie in der Arithmetik ist es auch in der Algebra wichtig, genau zu wissen, wie mathematische Terme interpretiert werden. Dies wird von den Vorrangregeln der Operationen bestimmt (zum Beispiel „Punktrechnung vor Strichrechnung“, Klammern zuerst ausrechnen).
Zum Lösen von Gleichungen und Ungleichungen benötigt man Termumformungen. Zum Beispiel kann der Ausdruck {\displaystyle 4(2a-3)-a} auch als {\displaystyle 7a-12} geschrieben werden. Diese beiden Terme sind äquivalent. Die wichtigsten Termumformungen erhält man durch Anwendung der Gesetze und Regeln des Zahlenrechnens. Solche Regeln zur Erzeugung äquivalenter Terme sind: 
- Das Kommutativ- und das Assoziativgesetz der Addition und Multiplikation,
- das Distributivgesetz (Klammerregeln),
- binomische Formeln,
- die Potenzgesetze sowie
- die Logarithmengesetze.

## Gleichungen und Ungleichungen
Eine Gleichung besteht aus zwei Termen, zwischen denen ein Gleichheitszeichen steht. Eine Ungleichung besteht aus zwei Termen, zwischen denen ein Ungleichheitszeichen steht. Kommen in beiden Termen keine Variablen vor, dann ist die (Un)-Gleichung eine Aussage, andernfalls eine Aussageform. Die Menge der Elemente, die man für die Variablen einsetzen darf, heißt Grundmenge oder Definitionsmenge. Diejenigen Elemente der Definitionsmenge, bei deren Einsetzung für die Variablen die (Un)-Gleichung zu einer wahren Aussage wird, heißen Lösungen der (Un)-Gleichung. Alle Lösungen fasst man zur Lösungsmenge {\displaystyle L} zusammen.
Zum Beispiel ist die Gleichung {\displaystyle x^{2}-4=0} nur für die Werte 2 und −2 von {\displaystyle x} erfüllt. Die Lösungsmenge besteht also aus den beiden Elementen −2 und 2, also  {\displaystyle L=\left\{-2;2\right\}}. 
Manche Gleichungen werden bei jeder Einsetzung aus der Definitionsmenge zu einer wahren Aussage wie beispielsweise {\displaystyle a+(b+c)=(a+b)+c}. Solche Gleichungen nennt man allgemeingültig.
Die wichtigste Methode zum Lösen von Gleichungen (Ungleichungen) sind Äquivalenzumformungen. Sie verändern die Lösungsmenge der Gleichung (Ungleichung) nicht. Beispiele für Äquivalenzumformungen sind:
- Ersetzen eines Terms durch einen äquivalenten Term.
- Addition oder Subtraktion gleicher Zahlen (Terme) auf beiden Seiten der Gleichung (Ungleichung).
- Multiplikation oder Division beider Seiten der Gleichung (Ungleichung) mit demselben Term, wenn dieser bei keiner zulässigen Einsetzung den Wert 0 annimmt. Bei Ungleichungen muss die „Richtung“ des Ungleichheitszeichens umgedreht werden, falls die Zahl, mit der multipliziert oder durch die dividiert wird, negativ ist.
- Logarithmieren, sofern alle Terme bei allen zulässigen Einsetzungen nur positive Werte annehmen. Bei Ungleichungen muss evtl. eine Fallunterscheidung für Termwerte größer und für Termwerte kleiner oder gleich 1 gemacht werden.
- Zieht man aus den beiderseits des Gleichheitszeichen stehenden Termen die Wurzel, erhält man als äquivalente Aussageform die Disjunktion zweier Gleichungen. Die Gleichung {\displaystyle x^{2}-4=0}  ist äquivalent zur Disjunktion {\displaystyle x=2\vee x=-2}.

Für quadratische Ungleichungen mit {\displaystyle a\in \mathbb {R} ,a>0} gilt:
{\displaystyle x^{2}>a\Leftrightarrow x>{\sqrt {a}}\quad {\text{oder}}\quad x<-{\sqrt {a}},}
{\displaystyle x^{2}<a\Leftrightarrow -{\sqrt {a}}<x<{\sqrt {a}}.}
Keine Äquivalenzumformung ist zum Beispiel das Quadrieren beim Lösen von Wurzelgleichungen.
Gleichungen, die in der elementaren Algebra betrachtet werden, sind zum Beispiel:
- lineare Gleichungen,
- lineare Gleichungssysteme,
- quadratische Gleichungen,
- einfache kubische Gleichungen,
- biquadratische Gleichungen,
- Bruchgleichungen,
- Wurzelgleichungen,
- einfache Exponential- und Logarithmengleichungen
- sowie die zugehörigen Ungleichungen.

Die Benutzung zumindest graphikfähiger Taschenrechner oder noch besser von Taschenrechnern mit einem Computer-Algebra-System erweitert die Möglichkeiten zur Lösung von Gleichungen oder Ungleichungen erheblich. Es wird möglich, Lösungsmengen zu visualisieren und auf komplizierte Termumformungen zu verzichten.

## Zusammenhänge
Eine Ware kostet netto 140 €. Was kostet sie brutto bei 19 % Mehrwertsteuer? Den Zusammenhang zwischen Nettopreis, Bruttopreis und Mehrwertsteuer kann man in Worten so ausdrücken: Den Bruttopreis erhält man, indem man zum Nettopreis die Mehrwertsteuer (19 % vom Nettopreis) addiert. Mit Wortvariablen ausgedrückt lautet der Zusammenhang: Bruttopreis = Nettopreis + 19 % vom Nettopreis. Noch übersichtlicher wird es, wenn man Buchstaben benutzt: B = N + 19 % von N. Oder äquivalent umgeformt: B = 1,19 · N. Diese Gleichung beschreibt nun für alle möglichen Nettopreise N den Zusammenhang mit den zugehörigen Bruttopreisen B.